# Reixac (Sobremunt)
Reixac és una masia de Sobremunt (Lluçanès) inclosa a l'Inventari del Patrimoni Arquitectònic de Catalunya.

## Descripció
Edifici civil orientat a ponent amb teulades de dues vessants. S' hi accedeix per un pati interior. Sobre la porta d' entrada hi ha una llinda amb la data de 1786.
Té un porxo que dona a migdia enganxat a la paret esquerra que forma el pati. Al cantó dret d'aquest, s' hi ha construït una quadra que trenca l' harmonia de la masia.
Casa dedicada a l'agricultura i ramaderia.

## Història
Aquesta masia la trobem documentada a finals de segle xix en una llista de les diferents masies del terme de Sant Martí de Sobremunt.